# 神野直彦
神野 直彦（じんの なおひこ、1946年2月9日 - ）は、日本の経済学者。専門は、財政学・地方財政論。東京大学名誉教授。元日本社会事業大学学長。

## 人物
埼玉県出身。ドイツ財政学を継承し、シュンペーターの財政社会学を発展させようとしている。社会保障制度に関する著作も多数。地方財政審議会会長、国土審議会委員を務める。
経済学者の金子勝との共編著が多いが、マスコミへの出演が目立つ金子に対し、神野は行政の審議会などへの参加が多い。
野村ホールディングス会長の氏家純一とは、大学時代に同じゼミであった。

## 略歴

### 学歴
- 1964年 東京教育大学附属高等学校（現・筑波大学附属高等学校）卒業
- 1969年 東京大学経済学部経済学科卒業
- 1978年 東京大学大学院経済学研究科修士課程修了
- 1981年 東京大学大学院経済学研究科博士課程単位取得退学

### 職歴
- 1969年 日産自動車入社
- 1975年 日産自動車退社
- 1981年 大阪市立大学経済学部助手
- 1983年 同経済学部助教授
- 1990年 東京大学経済学部助教授
- 1992年 同教授
- 1998年 東京大学大学院経済学研究科教授
- 2003年 同経済学研究科長・経済学部長（2005年まで）
- 2009年3月 東京大学を定年退職
- 2009年4月 関西学院大学人間福祉学部社会起業学科教授に就任
- 2010年3月 関西学院大学を退職
- 2017年4月 日本社会事業大学学長に就任
- 2021年3月 日本社会事業大学学長を退任

#### 学外における役職
- 2000年 東京都税制調査会会長[1]
- 2008年 総務省地方財政審議会会長[2]
- 2009年10月 総務省顧問（地方税財政改革）[3]
- 2012年11月 社会保障制度改革国民会議委員
- 政府税制調査会正委員
- 地方分権改革有識者会議座長
- 大阪市市政改革アドバイザー
- しまの大学 ～みんなのチカラを集めて希望の島をつくろう！学長
- 自然エネルギー財団評議員
- 公益財団法人信濃通俗大学会 理事長（信濃木崎夏期大学　運営）

### 栄典
- 2009年秋 紫綬褒章[4][5]
- 2025年春 瑞宝中綬章[6][7]

## 著書

### 単著
- 『システム改革の政治経済学』（岩波書店、1998年）
- 『地方自治体壊滅』（NTT出版、1999年）
- 『「希望の島」への改革：分権型社会をつくる』（NHKブックス、2001年）
- 『二兎を得る経済学：景気回復と財政再建』（講談社、2001年）
- 『人間回復の経済学』（岩波新書、2002年）
- 『痛みだけの改革、幸せになる改革：「迷路」から抜け出すための経済学』（PHP研究所、2002年）
- 『地域再生の経済学：豊かさを問い直す』（中央公論新社：中公新書、2002年）
- 『財政学』（有斐閣、2002年・改訂版2007年・第3版2021年）
- 『教育再生の条件――経済学的考察』（岩波書店、2007年／増補・岩波現代文庫、2024年）
- 『財政のしくみがわかる本』（岩波ジュニア新書、2007年）
- 『教育再生の条件：経済学的考察』（岩波書店、2007年）
- 『「分かち合い」の経済学』（岩波新書、2010年）
- 『税金常識のウソ』（文春新書、2013年）
- 『「人間国家」への改革：参加保障型の福祉社会をつくる』（NHKブックス、2015年）
- 『経済学は悲しみを分かち合うために：私の原点』（岩波書店、2018年）
- 『財政と民主主義―人間が信頼し合える社会へ』（岩波新書、2024年）

### 共著
- （金子勝）『財政崩壊を食い止める』（岩波書店、2000年）
- （宮本憲一・内橋克人・間宮陽介・吉川洋・大沢真理）『経済危機と学問の危機：岩波書店創業90年記念シンポジウム』（岩波書店、2004年）
- （金子勝）『失われた30年：逆転への最後の提言』（NHK出版、2012年）
- （小西砂千夫）『日本の地方財政』（有斐閣、2014年・第2版2020年）

### 編著
- 『都市を経営する』（都市出版、1995年）
- 『分権型税財政の運営：工夫しよう自治体税財政』（ぎょうせい、2000年）
- 『分権型税財政制度を創る：使え!!自主財源』（ぎょうせい、2000年）
- 『地方財政改革』（ぎょうせい、2004年）
- 『三位一体改革と地方税財政：到達点と今後の課題』（学陽書房、2006年）

### 共編著
- （金子勝）『地方に税源を』（東洋経済新報社、1999年）
- （大島通義・金子勝）『日本が直面する財政問題：財政社会学的アプローチの視点から』（八千代出版、1999年）
- （分権・自治ジャーナリストの会）『自治体倒産』（日本評論社、1999年）
- （大森彌）『地方分権なんでも質問室』（ぎょうせい、1999年）
- （金子勝）『「福祉政府」への提言：社会保障の新体系を構想する』（岩波書店、1999年）
- （山口定） 『2025年日本の構造』（岩波書店、2000年）
- （分権・自治ジャーナリストの会）『課税分権』（日本評論社、2001年）
- （伊藤祐一郎・務台俊介執筆代表）『どうなる地方税財源：分権委最終報告から見た地方税財源充実の視点』（ぎょうせい、2002年）
- （金子勝）『住民による介護・医療のセーフティーネット』（東洋経済新報社、2002年）
- （池上岳彦）『地方交付税何が問題か：財政調整制度の歴史と国際比較』（東洋経済新報社、2003年）
- （大沢真理編・室住眞麻子・田端博邦・森川美絵・北明美・藤原千沙・朴木佳緒留）『福祉国家とジェンダー』（明石書店、2004年）
- （沢井安勇）『ソーシャル・ガバナンス』（東洋経済新報社、2004年）
- （森田朗・大西隆・植田和弘・苅谷剛彦・大沢真理）『自立した地域経済のデザイン：生産と生活の公共空間』（有斐閣、2004年）
- （森田朗・大西隆・植田和弘・苅谷剛彦・大沢真理）『持続可能な地域社会のデザイン：生存とアメニティの公共空間』（有斐閣、2004年）
- （井手英策）『希望の構想：分権・社会保障・財政改革のトータルプラン』（岩波書店、2006年）
- （宮本太郎）『脱「格差社会」への戦略』（岩波書店、2006年）
- （佐藤進著・関口浩）『財政学五十年：佐藤進論稿集』（礼文出版、2008年）
- （池上岳彦）『租税の財政社会学』（租税経理協会、2009年）
- （高橋伸彰）『脱成長の地域再生』（NTT出版、2010年）
- （宮本太郎）『自壊社会からの脱却：もう一つの日本への構想』（岩波書店、2011年）
- （山本隆・山本恵子）『社会福祉行財政計画論』（法律文化社、2011年）
- （牧里毎治）『社会起業入門：社会を変えるという仕事』（ミネルヴァ書房、2012年）
- （井手英策・連合総合生活開発研究所）『「分かち合い」社会の構想：連帯と共助のために』（岩波書店、2017年）